# Pietro Aaron
Pietro Aaron, o Aron (Firenze, 1489 circa – Venezia, 1545 circa), è stato un teorico della musica e musicologo italiano.

## Biografia
Non si conosce nulla della giovinezza e formazione di Pietro Aaron. Come sembra suggerire il cognome, corrispondente all'italiano Aronne, potrebbe aver avuto origini ebraiche (la doppia 'a' del nome sarebbe una traslitterazione della ע 'ajin').
Le prime notizie sul suo conto iniziano dal 1516, quando, sacerdote a Imola, scrisse i Libri tres de Institutione Harmonica, tradotti in latino dall'umanista Giovanni Antonio Flaminio e pubblicati a Bologna; nello stesso anno a Roma fondò una schola cantorum. Fu maestro di cappella a Imola nel 1521, poi canonico a Rimini, ed in seguito monaco gerosolimitano. Nel 1523 apparve il suo Thoscanello de la Musica, da annoverare come il primo trattato musicale scritto in lingua italiana e nel 1525, a Venezia, il Trattato della natura et cognitione di tutti li tuoni di Canto Figurato non d'altrui più scritti, nel quale egli risulta essere 'maestro di casa' del priore veneziano Sebastiano Michele. A Venezia, dove visse forse fino alla morte, pubblicò ancora nel 1545 il Lucidario in Musica di alcune oppenioni antiche et moderne.
Nel 1547 fu pubblicato postumo a Milano il suo Compendiolo di multi dubbi, segreti et sentenze intorno al Canto Fermo, et Figurato. Nel Codice Vaticano Latino 5318 è contenuta una raccolta di lettere sue e a lui indirizzate.
Aaron fu il primo teorico della musica a svincolarsi dalla rigida concezione contrappuntistica dell'armonia, per muoversi verso quella, più moderna, della concatenazione degli accordi. Diede infine un apporto alla teoria del temperamento equabile.

## Scritti
- 1516 – Libri tres de Institutione Harmonica
- 1523 – Thoscanello de la Musica
- 1525 – Trattato della natura et cognitione di tutti li tuoni di Canto Figurato non d'altrui più scritti
- 1545 – Lucidario in Musica di alcune oppenioni antiche et moderne
- 1547 – Compendiolo di multi dubbi, segreti et sentenze intorno al Canto Fermo, et Figurato

## Edizioni delThoscanello
Si riscontrano quattro edizioni del Thoscanello:
- 1523: conservata a Bologna (Biblioteca Universitaria e Museo internazionale e biblioteca della musica), Bressanone (Biblioteca del Seminario vescovile), Firenze (due esemplari nella Biblioteca Nazionale), Genova (Collezione Remondini della Biblioteca Franzoniana), Milano (Archivio storico civico e Biblioteca trivulziana), Modena (Biblioteca Estense Universitaria), Padova (Biblioteca del Conservatorio), Parma (Biblioteca Palatina), Rimini (Biblioteca Gambalunga), Roma (Biblioteca Angelica), Torino (Biblioteca Reale), Venezia (Biblioteca del Conservatorio, Biblioteca Nazionale Marciana e Fondazione Cini), Vicenza (Biblioteca civica Bertoliana). All'estero è conservata alla Bibliothèque National de France di Parigi.[2][3][4]

- 1529: conservata ad Assisi (Centro di documentazione della Basilica di San Francesco, Fondo Antico della Biblioteca Comunale), Bologna (Biblioteca Universitaria di Bologna, Museo internazionale e Biblioteca della musica e Accademia Filarmonica), Città del Vaticano (Biblioteca Apostolica Vaticana), Firenze (Fondo Palatino della Biblioteca Nazionale), Forlì (Biblioteca Saffi), Milano (Biblioteca Braidense, Archivio trivulziano, Capitolo Metropolitano), Modena (Biblioteca Estense), Napoli (Biblioteca Vittorio Emanuele III), Palermo (Biblioteca della Regione siciliana Alberto Bombace), Parma (Biblioteca Palatina), Perugia (Biblioteca comunale Augusta), Rimini (Biblioteca Gambalunga), Roma (Conservatorio e Accademia nazionale dei Lincei), Torino (Biblioteca Nazionale Universitaria), Vercelli (Biblioteca civica), Venezia (Biblioteca Nazionale Marciana), e all'estero alla British Library di Londra. Questa versione è digitalizzata su Internet Archive.[5][6]

- 1539: 	conservata ad Arezzo (Biblioteca città di Arezzo), Bassano del Grappa (Biblioteca Civica), Bologna (Museo internazionale e Biblioteca della musica), Brescia (Biblioteca Queriniana), Cremona (Biblioteca Statale), Firenze (Biblioteca Riccardiana, Biblioteca Nazionale e Conservatorio), Mantova (Biblioteca Teresiana), Napoli (Biblioteca del Conservatorio), Piacenza (Biblioteca Passerini-Landi), Reggio Emilia (Biblioteca municipale Antonio Panizzi), Ravenna (Biblioteca Classense),  Rimini (Biblioteca civica Gambalunga), Roma (Accademia nazionale di S. Cecilia), Siena (Biblioteca degli Intronati), Urbania (Biblioteca comunale), Venezia (Fondo Torrefranca del Conservatorio), e all'estero alla British Library di Londra e alla Bayerische Staatsbibliothek di Monaco di Baviera.[7][8][9][10] Questa versione è presente su IMSLP e Gallica

- 1562: conservata a Bergamo (Biblioteca civica Angelo Mai), Bologna (Museo internazionale e Biblioteca della musica), Firenze (Biblioteca Nazionale), Lucca (Biblioteca Statale), Mantova (Biblioteca comunale Teresiana), Roma, Serra Sant'Abbondio (Eremo di Fonte Avellana) (Conservatorio e Fondo Baini della Biblioteca Casanatense[11]), Siena (Biblioteca comunale degli Intronati). All'estero è conservata a Bruxelles (Bibliotheque royale Albert premiere) e alla British Library di Londra[12]